# Forêt de Koroko
La forêt de Koroko (en Arabe: غابة كوروكو) est une forêt dense d'arbres et de plantes aimant les zones humides du nord du Royaume du Maroc et qui surplombe la mer Méditerranée. La région des hauts plateaux de Koroko est un site écologique et biologique qui s'étend sur une superficie d'environ 5400 hectares, dont 1800 hectares sont boisés d'arbres denses.
La forêt de Koroko appartient à la province de Nador et abrite d'importantes populations animales, dont les plus importantes sont le macaque de Barbarie et le sanglier. Et de nombreuses espèces d'arbres tels que le pin vert, le cyprès, l'eucalyptus, le chêne et le thuya couvrent une superficie de 5 200 hectares.